# Dombeya longicuspidata
Dombeya longicuspidata är en malvaväxtart som beskrevs av Arenes. Dombeya longicuspidata ingår i släktet Dombeya och familjen malvaväxter. Inga underarter finns listade i Catalogue of Life.